# 誤断
誤断（ごだん）
- 誤った判断を下すこと。
- 堂場瞬一による小説。本項で詳述。

『誤断』（ごだん）は、堂場瞬一による日本の小説、及びそれを原作とする2015年の連続テレビドラマ。

## あらすじ
長原製薬広報部の槙田高弘は、通勤中に駅のホームから人が転落する事故を目撃するが、会社に遅刻してはたまらないと、足早にその場を去る。それから1週間後、広報部長と共に安城副社長から呼び出され、極秘調査を命じられる。北海道と大阪でも列車への飛込み事故があり、槙田が目撃した件も含めて、死亡者が長原製薬が開発した鎮痛剤D07（プレビール）を服用していたという報告があり、成分表示にミスがあったことが判明したという。業績不振に陥っている長原製薬は現在、外資系のユーロ・ヘルスと合併に向けて協議中であり、認知症予防の新薬開発のための資金援助を受けられるかどうかという大事な時期を迎えており、安城は3件が薬と因果関係のない「事故」であることを警察に悟られることなく確認してくるよう命じられる。
安城は40年前に長原製薬が創業の地・畑井市で隠蔽したある薬害事件について思いを巡らせ、あの時のように上手く隠蔽できればいいがと考えていた。かつて畑井を大型台風が襲い、破損した長原製薬の廃液タンクから漏出した廃液が海に流出したのだ。北海道と大阪の件は警察が事故と判断していたため問題なかったが、東京の件は遺族である妻が夫が服用していたD07との関連を疑っていたものの、高額な見舞金という名の口止め料を支払うことで決着した。自社製品が原因で人が亡くなり、その隠蔽に関わってしまい心に葛藤を抱えた槙田は、大学の先輩で個人的に親交を深めていた長原製薬の顧問弁護士・高藤に真実を話してしまう。間もなくして、畑井で代々医院を営んできた医師の真島康二が長原製薬の東京本社を訪れ、40年前に子供だった人々が重度の関節痛や手足のしびれによる歩行障害を発症しており、その補償を求める旨を伝える。D07の件で上手く立ち回った能力を買われた槙田は、再び安城の密命を受けて畑井へと向かう。

## 登場人物

### 長原製薬
槙田 高弘（まきた たかひろ）
長原製薬広報部。31歳。創業家と遠戚であることを理由にコネ入社と陰口をたたかれる。
野分（のわき）
長原製薬広報部長。
濱野（はまの）
長原製薬営業部。槙田とは同期。
安城 隆雄（あんじょう たかお）
長原製薬副社長。40年前の薬害事件隠蔽に直接関わった。
長原 晴信（ながはら はるのぶ）
長原製薬社長。
高藤 辰美（たかとう たつみ）
長原製薬顧問弁護士。槙田とは大学のおなじゼミの先輩後輩の仲で、年は離れているが友人として付き合いがある。

### 畑井の人々
真島 康二（まじま こうじ）
高藤の中学・高校の同級生。畑井で祖父の代から「湊病院」を営む医師。
小林 義雄（こばやし よしお）
湊地区の住民。重度の膝痛を抱える。
益井（ますい）
畑井で飲食店を営む、高藤と真島の同級生。
宮本 佳織（みやもと かおり）
畑井市在住の弁護士。原告団の弁護人を務める。
山口 登喜子（やまぐち ときこ）
症状を訴える1人。40年前の台風を大人として経験した唯一の人物で、当時の汚染で夫を亡くしたものの、金を受け取って口をつぐんだことを気に病み、原告団に入るか迷いが生じている。
長原 幸喜（ながはら こうき）
長原製薬先々代社長。現社長晴信の父で、現在も個人筆頭株主。「大社長」と呼ばれる。畑井市在住。
長原 紀博（ながはら のりひろ）
現社長の弟、幸喜（大社長）の四男。46歳。アメリカで弁護士をしていたが、現在は畑井の実家で両親と暮らす。

### その他
長谷 友則（はせ とものり）
北海道警察刑事課 巡査部長。
杉村（すぎむら）
ユーロ・ヘルス専務。
安川 利久（やすかわ としひさ）
新宿駅のホームから転落し死亡。35歳。
安川 典子（やすかわ のりこ）
利久の妻。夫の死とD07との関連を疑うが、幼い子供を抱える今後の生活の不安から慰謝料の提案を受けてしまう。

## テレビドラマ
WOWOW「連続ドラマW・日曜オリジナルドラマ」にて2015年11月22日から12月27日まで放送された。全6話。主演は玉山鉄二で、連続ドラマの単独主演はNHKの連続テレビ小説『マッサン』以来となる。

### キャスト
- 槙田高弘 - 玉山鉄二[3]
- 森田真弓（長原製薬秘書・槙田の婚約者） - 蓮佛美沙子[3]
- 安城隆雄 - 小林薫[3]
- 高藤辰美 - 柳葉敏郎[3]
- 長原幸喜 - 中村敦夫[3]
- 安城奈津子（安城の妻） - 中田喜子[3]
- 槙田弘子（槙田の母） - 市毛良枝[3]
- 槙田高志（槙田の父） - 泉谷しげる[3]
- 宮本佳織 - 大空祐飛[3]
- 安城亜紀（安城の娘） - 足立梨花[3]
- 真島康二（真島医院院長） - 小市慢太郎[3]
- 長原紀博（幸喜の三男） - 甲本雅裕[3]
- 安川典子 - 奥貫薫
- 森田冬実 - 赤間麻里子
- 菊池（安城の同期） - 堀内正美
- 山口登喜子 - 角替和枝
- 小林義男（長原病患者） - 日野陽仁
- 平井正夫（長原病患者） - 阪田マサノブ
- 青木（弁護士） - 西村和彦
- 杉村（専務） - 東根作寿英
- 長原晴信（長原製薬社長） - トクナガクニハル
- 安川利久 - 戸田昌宏
- 吉田大吉（亜紀の恋人） - 平田裕一郎
- 益井 - 及川いぞう

### スタッフ
- 脚本 - 羽原大介
- 主題歌 - 稲葉浩志 「水路」[4]
- 音楽 - 中島ノブユキ
- プロデューサー - 堤口敬太
- 監督 - 村上牧人、古厩智之

| WOWOW 日曜オリジナルドラマ 連続ドラマW                  | WOWOW 日曜オリジナルドラマ 連続ドラマW | WOWOW 日曜オリジナルドラマ 連続ドラマW |
| 前番組                                                  | 番組名                                 | 次番組                                 |
| ------------------------------------------------------- | -------------------------------------- | -------------------------------------- |
| しんがり 山一證券 最後の聖戦 (2015年9月20日 - 10月25日) | 誤断 (2015年11月22日 - 12月27日)       | [撃てない警官 (2016年1月10日 - 2月7日) |